# The Snapper
The Snapper (conocida en España como Café irlandés y en Hispanoamérica como Esperando al bebé) es una película para televisión irlandesa de 1993 dirigida por Stephen Frears e interpretada, entre otros, por Tina Kellegher, Colm Meaney y Ruth McCabe. El guion está basado en la novela homónima de Roddy Doyle, que fue adaptada por el propio autor.

## Sinopsis
Sharon Curley tiene 20 años y es la hija mayor de una familia irlandesa. Se ha quedado embarazada y se niega a revelar a nadie quién es el padre del bebé que espera, lo que pronto la convierte en el centro de las habladurías del vecindario.

## Premios
| Fecha | Premio  | Categoría        | Receptor(es)   | Resultado |
| ----- | ------- | ---------------- | -------------- | --------- |
| 1993  | Seminci | Espiga de plata  |                | Ganadora  |
| 1993  | Seminci | Mejor actriz     | Tina Kellegher | Ganadora  |
| 1993  | Seminci | Mención especial |                | Ganadora  |